# IC 492
IC 492 ist eine Balken-Spiralgalaxie vom Hubble-Typ SBbc im Sternbild Krebs auf der Ekliptik. Sie ist schätzungsweise 228 Millionen Lichtjahre von der Milchstraße entfernt.
Das Objekt wurde am 5. Februar 1891 vom französischen Astronomen Edward Emerson Barnard entdeckt.